# Итальянцы в Гондурасе
Итальянцы в Гондурасе (исп. Italianos en Honduras) — этническая группа лиц итальянского происхождения, проживающая на территории Гондураса. Гондурасские итальянцы оказали значительное влияние на местную культуру и искусство. По вероисповеданию — христиане-католики. Говорят на итальянском и испанском языках. По переписи населения 2014 года численность гондурасских итальянцев в Гондурасе составляет 389 человек. Живут главным образом в городах Тегусигальпа, Сан-Педро-Сула, Юскаран.

## История
Иммиграция итальянцев на территорию современного Гондураса началась в XVI веке. Особенно массовой она была в XVII — первой половине XX века. Итальянцы, прибывавшие в XVIII веке в то время ещё испанскую колонию, большей частью были авантюристами, стремившимися быстро разбогатеть на местных золотых промыслах.
В XIX веке среди гондурасских итальянцев выдающейся личностью был подполковник Фелисиано Вивиани, сражавшийся в рядах союзной оборонной армии Центральноамериканской республики под командованием Хосе Франсиско Морасана-Кесады. В 1832 году он погиб в битве при Омоа. В середине XIX века большая часть итальянской диаспоры жила в населённых пунктах на юге Гондураса. По свидетельству британской путешественницы Мэри Лестер, посетившей страну в 1853 году, большинство местных итальянцев были заняты в сфере услуг и гостиничного бизнеса.
В 1879 году архитектор и скульптор Франсиско Дурини-Вассалли эмигрировал из Италии в Гондурас, вместе с некоторыми членами своей семьи. В 1882 году, после перенесения столицы Гондураса из Комаягуа в Тегусигальпу, Дурини-Вассалли получил заказ на создание серии статуй и памятников национальных героев и аллегорий для новой столицы.
По генеральной переписи Республики Гондурас, проведенной 15 июня 1887 года доктором Рамоном Вальехо, в то время в Гондурасе проживали 13 эмигрантов-итальянцев. В конце XIX века гондурасские итальянцы, при помощи американских итальянцев, наладили экспорт бананов, выращивавшихся на севере страны, и заняли лидирующие позиции в этой отрасли. На рубеже XIX—XX веков существенная часть крупных гондурасских предпринимателей имела итальянское происхождение.
В первой трети XX века из Италии в Гондурас, помимо предпринимателей, эмигрировали авиаторы, инженеры, архитекторы и деятели культуры. Отдельно итальянские бизнесмены содействовали эмиграции земляков-крестьян для работы на банановых плантациях. Во время Второй мировой войны, в которую Гондурас вступил 13 декабря 1941 года на стороне союзников, гондурасские итальянцы, в отличие от гондурасских немцев, не были интернированы. В настоящее время в обществе признаётся значительный вклад, который итальянцы внесли в развитие гондурасской экономики (сельское хозяйство, пищевая промышленность), культуры (образование, искусство, архитектура, кухня), спорта и политики.